# مسجد هیل قوسار
مسجد هیل قوسار (انگلیسی: Hil mosque) یک مسجد در روستای هیل در شهرستان قوسار کشور جمهوری آذربایجان است.
این مسجد که در سال ۱۹۱۲ میلادی تکمیل شده است، با ابلاغیه شماره ۱۳۲ کابینه وزرای این کشور در ۲ اوت ۲۰۰۱ میلادی در فهرست آثار تاریخی و فرهنگی با اهمیت محلی قرار گرفت.
ساخت آن در سال ۱۹۰۸ میلادی آغاز شد.
در سال ۲۰۱۳ میلادی، مسجد آسیب دید.  تلاش‌ها برای بازسازی در سال ۲۰۱۹ میلادی آغاز شد. دیوارهای بیرونی مسجد گچ‌بری شد و درها و پنجره ها و سقف آن بازسازی شد.

## نگارخانه

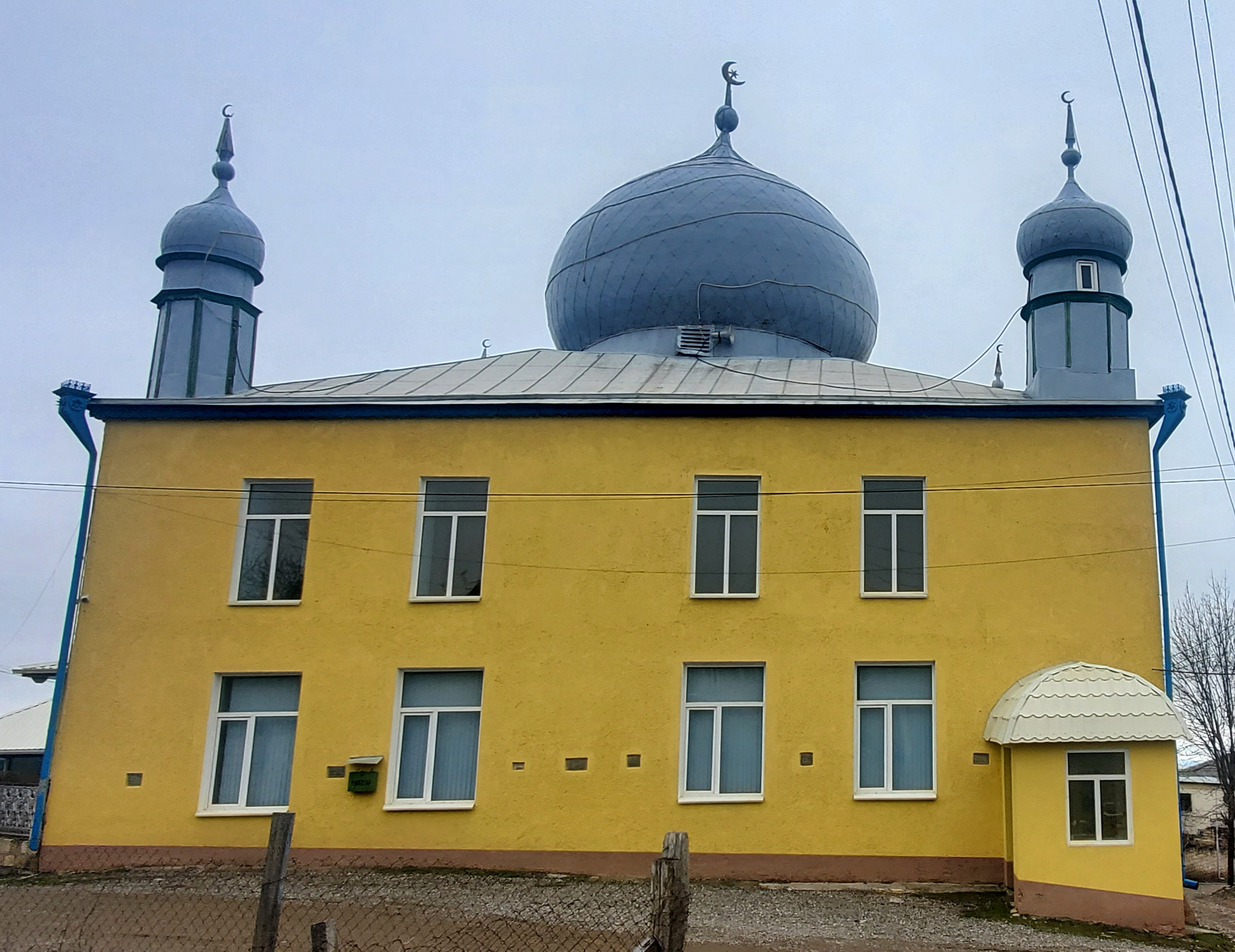
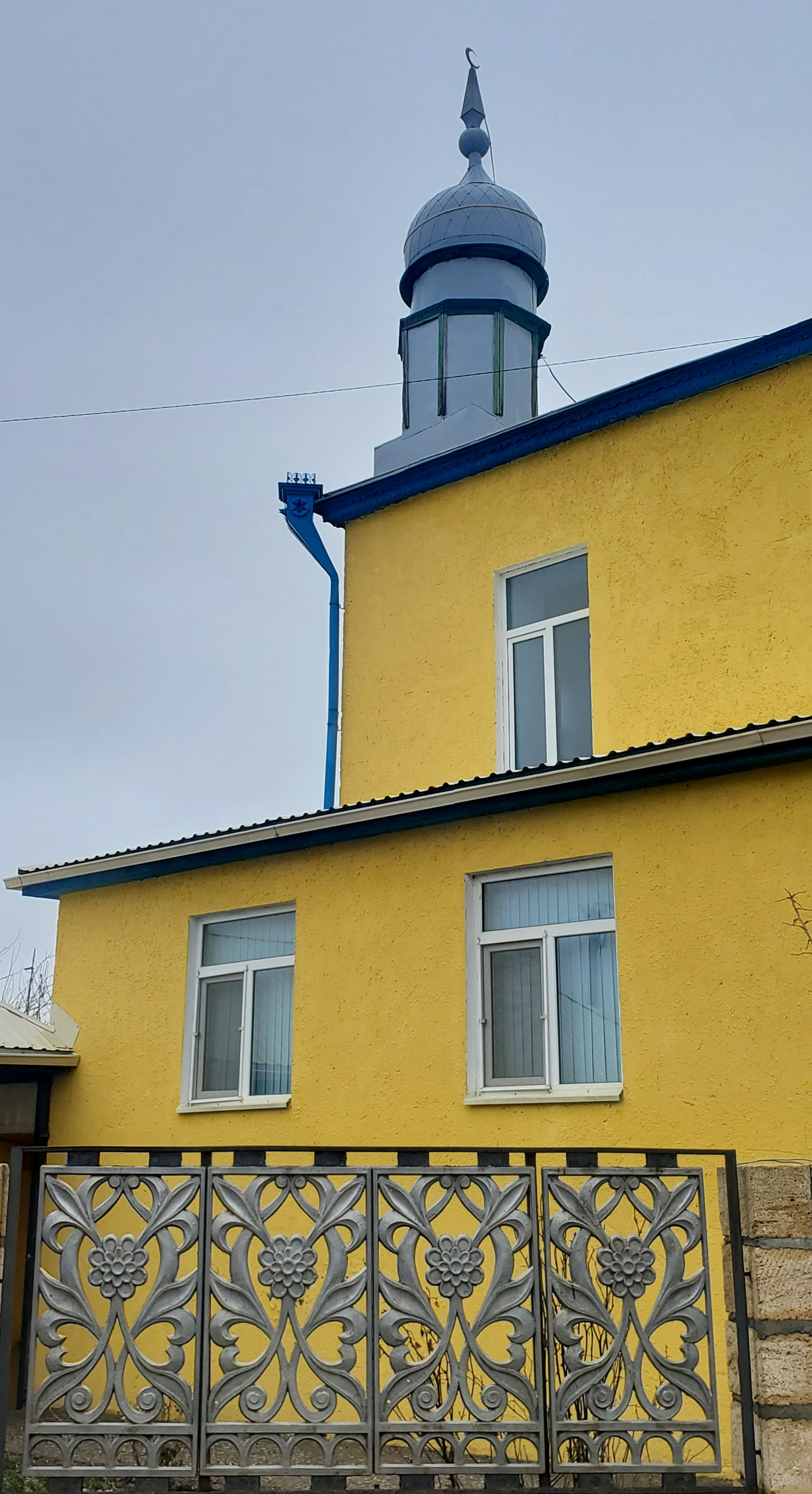
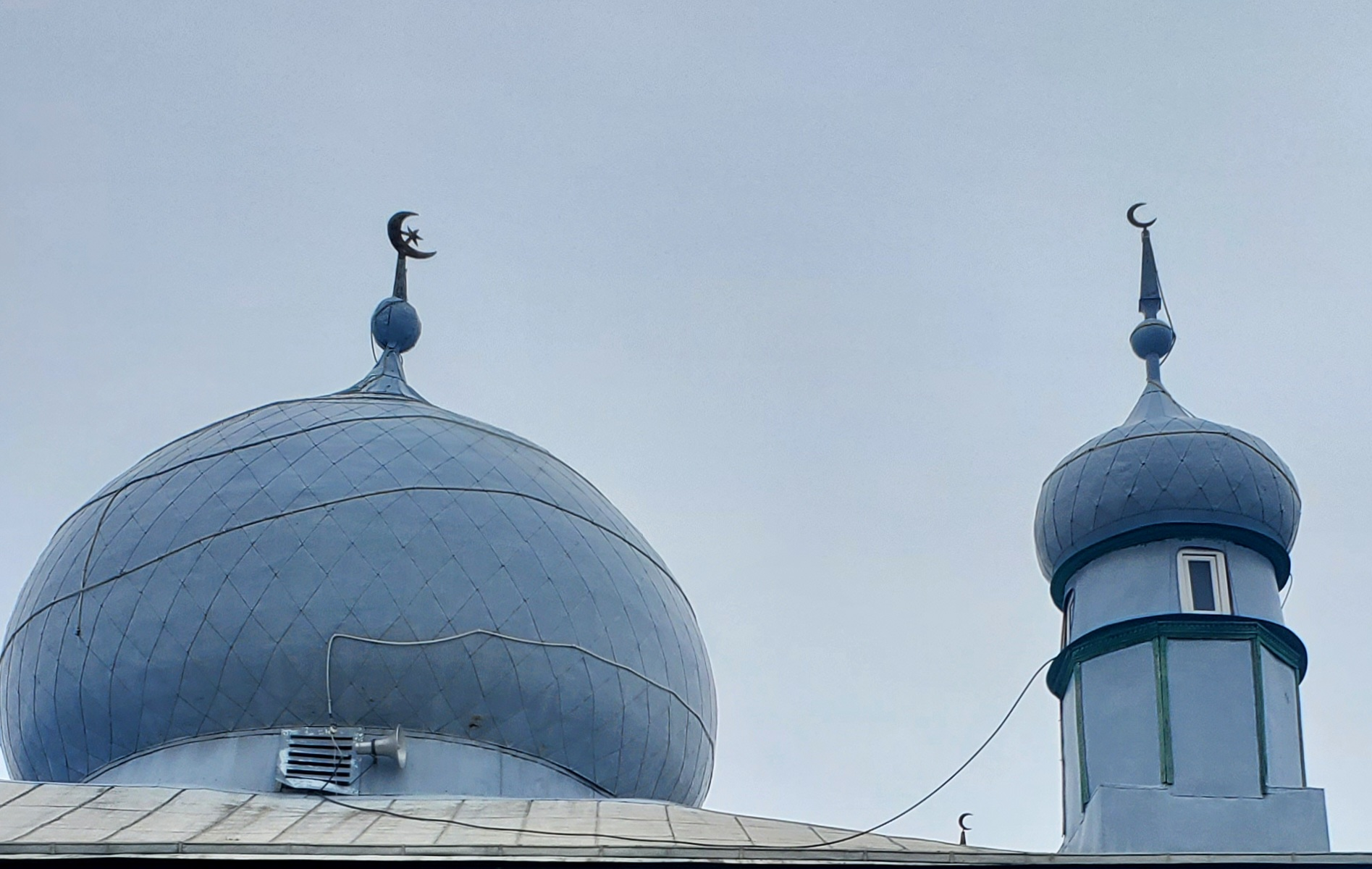
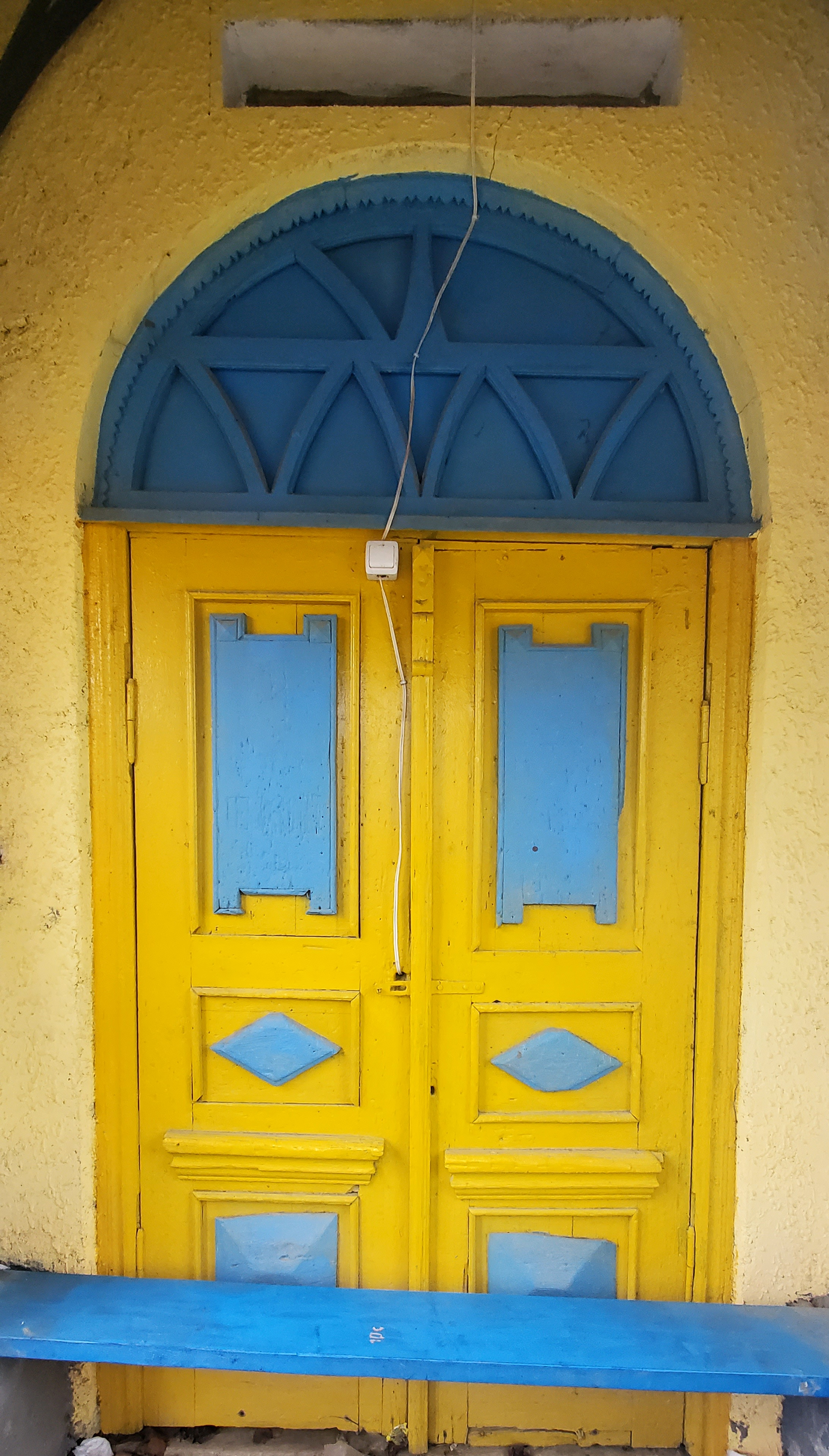
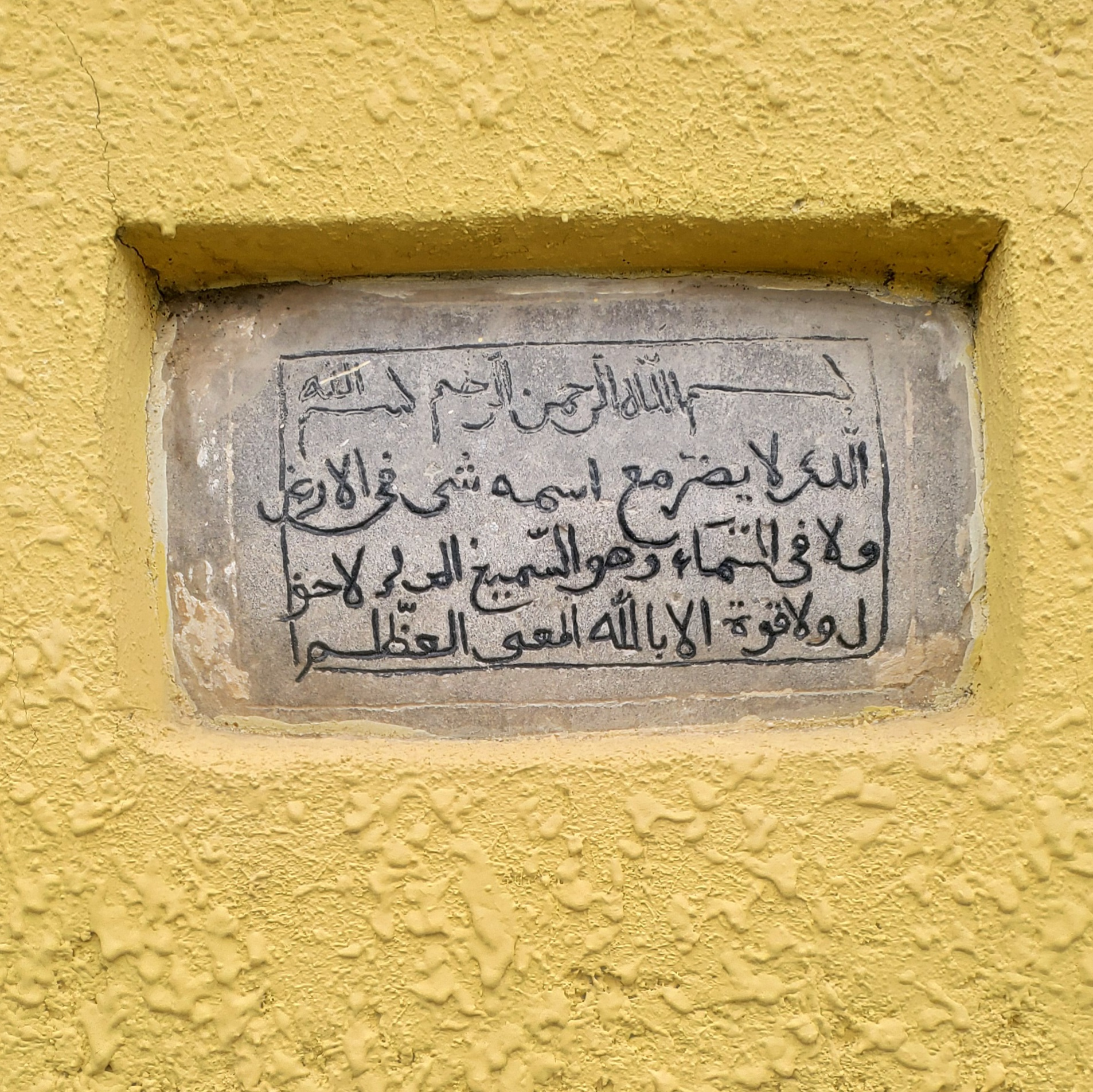
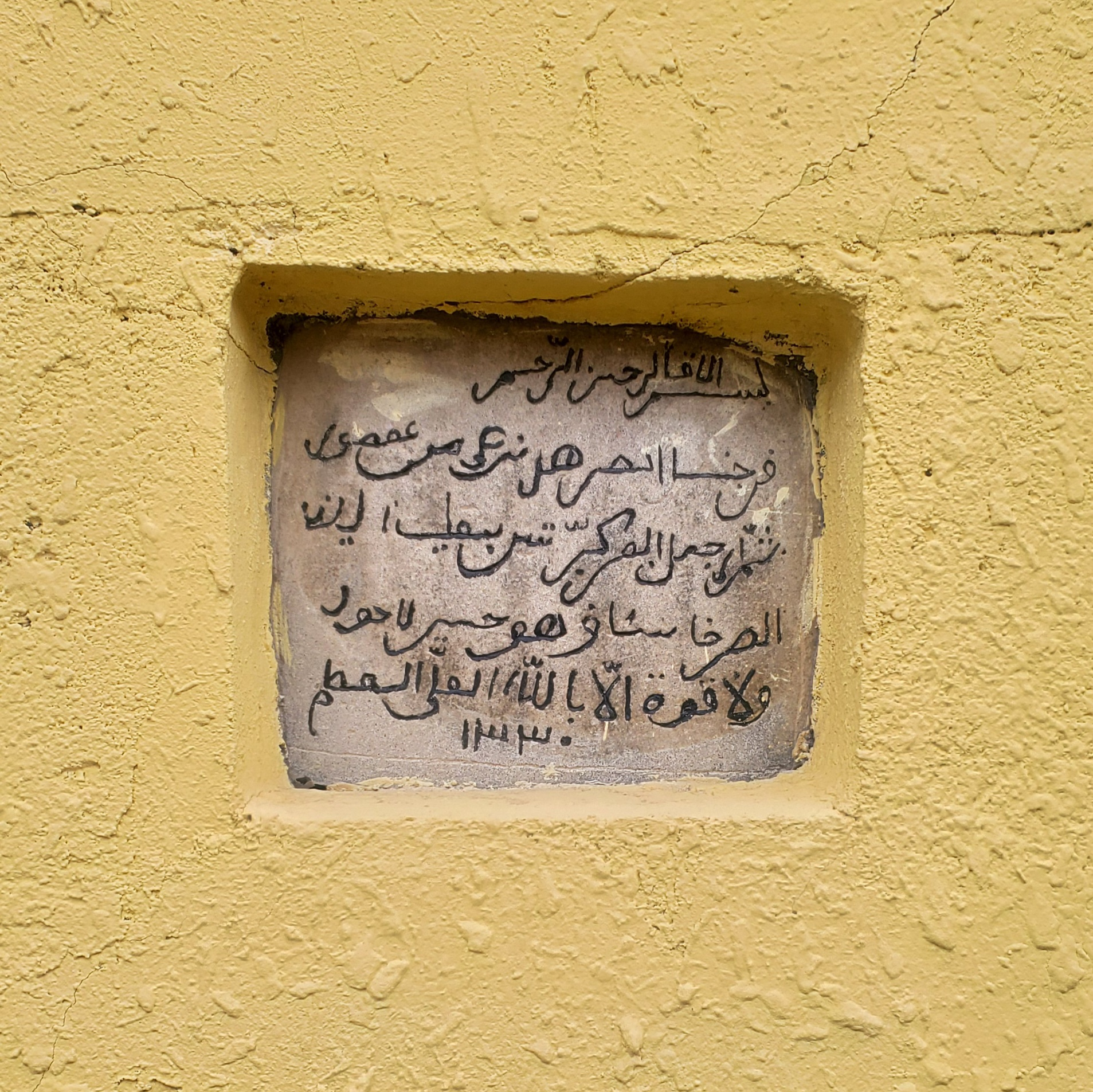